# 3-Hidroksibenzoat 6-monooksigenaza
3-Hidroksibenzoat 6-monooksigenaza (EC 1.14.13.24, 3-hidroksibenzoatna 6-hidroksilaza, m-hidroksibenzoatna 6-hidroksilaza, 3-hidroksibenzoinska kiselina-6-hidroksilaza) je enzim sa sistematskim imenom 3-hidroksibenzoat,NADH:kiseonik oksidoreduktaza (6-hidroksilacija). Ovaj enzim katalizuje sledeću hemijsku reakciju
3-hidroksibenzoat + + + O2 {\displaystyle \rightleftharpoons } 2,5-dihidroksibenzoat + + + 2O
Ovaj enzim je flavoprotein (FAD). On takođe deluje na brojne analoge 3-hidroksibenzoata supstituisane u 2, 4, 5 i 6 pozicijama. NADPH može da deluje umesto NADH, mada sporo.

## Literatura
- Nicholas C. Price; Lewis Stevens (1999). Fundamentals of Enzymology: The Cell and Molecular Biology of Catalytic Proteins (Third изд.). USA: Oxford University Press. ISBN 019850229X.
- Eric J. Toone (2006). Advances in Enzymology and Related Areas of Molecular Biology, Protein Evolution (Volume 75 изд.). Wiley-Interscience. ISBN 0471205036.
- Branden C; Tooze J. Introduction to Protein Structure. New York, NY: Garland Publishing. ISBN 0-8153-2305-0.
- Irwin H. Segel. Enzyme Kinetics: Behavior and Analysis of Rapid Equilibrium and Steady-State Enzyme Systems (Book 44 изд.). Wiley Classics Library. ISBN 0471303097.

## Spoljašnje veze
- 3-hydroxybenzoate+6-monooxygenase на 